# M’batto
M'batto este o comună din regiunea Moronou, Coasta de Fildeș.